# Kempestiftelserna
Kempestiftelserna är två stiftelser till minne av Johan Carl Kempe respektive Seth Kempe med syfte att 
| ” | ... i fråga om Västernorrlands, Västerbottens och Norrbottens län främja vetenskaplig forskning samt vetenskaplig och annan undervisning och utbildning, så och religiösa, välgörande, sociala, konstnärliga och andra därmed jämförliga kulturella ändamål ävensom att främja nämnda läns jordbruksnäring. | „ |

Stiftelsen J C Kempes Minne bildades 1936 genom en donation av professorskan Lotty Bruzelius, som var dotter till industrimannen J C Kempe. Stiftelsen Seth M Kempes Minne tillkom 1941 efter donators död. Kapitalet utgörs av aktier i skogsföretaget Mo och Domsjö, sedan år 2000 Holmen AB, där stiftelserna är nästa största ägare med knappt 17 procent av aktierna.
Kempestiftelserna har genom åren givit bidrag till bland annat forskning vid Mitthögskolan, Umeå universitet och Luleå tekniska universitet, till kulturinstitutioner som Acusticum i Piteå och Teknikens hus i Luleå, till bokutgivning, resestipendier och unga musiker, och spelar i Norrland en roll som påminner om Knut och Alice Wallenbergs Stiftelses i Sverige som helhet.